# Graphiose de l'orme
La graphiose, aussi parfois nommée « maladie hollandaise de l’orme », est une maladie fongique de l’orme.

## Description de la maladie

### Agent infectieux et symptômes

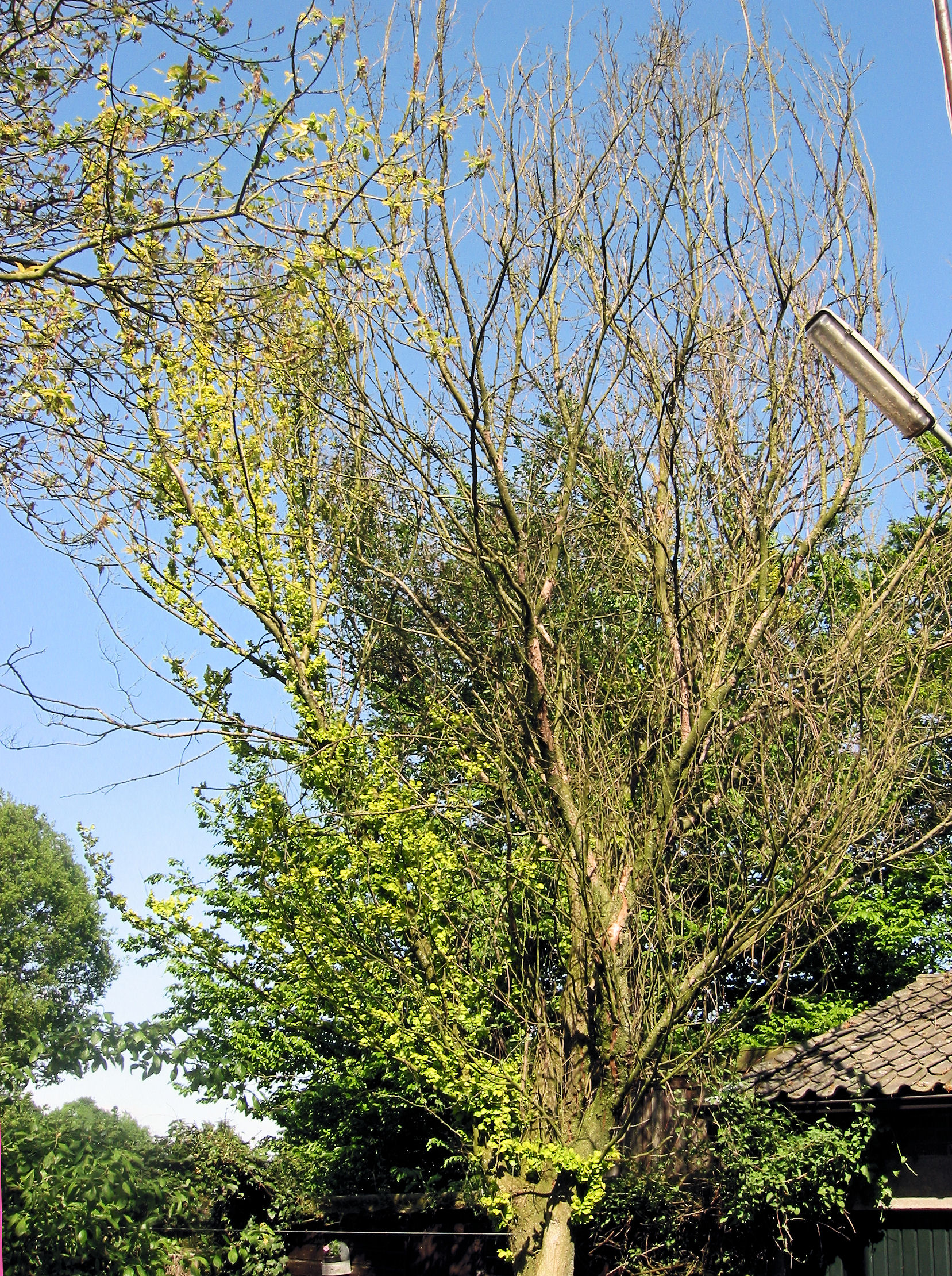
Orme attaqué par Ophiostoma ulmi.

La graphiose de l’orme est causée par le champignon Ophiostoma ulmi (sensu lato) transmis par le grand scolyte de l’orme (Scolytus scolytus), coléoptère de la sous-famille des Scolytinae.
Un des premiers symptômes est une déformation de l’écorce des branches de l’orme adulte. On reconnaît aussi un arbre malade à son feuillage desséché qui reste malgré tout en place. Des stries noires apparaissent parfois sous l’écorce, d’où le nom de « graphiose ».

### Propagation
Le champignon est réputé se transmettre de trois manières : par l’insecte vecteur, par des contacts racinaires ou par des outils de taille. Le scolyte vecteur se reproduit sur les arbres mourants. L’adulte a besoin de consommer un peu d’écorce d’orme pour atteindre sa maturité sexuelle. C’est durant ce repas de maturation qu’il transmet la maladie aux arbres sains en transportant des spores d’un arbre malade à un arbre sain. Les arbres voisins sont en étroit contact via des « greffes » naturelles de racines, autrement dit d’anastomoses des parties racinaires entre arbres voisins. L’exemple le plus connu d’anastomose racinaire est la survenance de souches dites « sarcophages » chez les pins. Le champignon est capable de passer d’un arbre malade à un voisin sain via ces greffes. Cela permet à la maladie de se disperser très rapidement dans une haie trop monospécifique où les ormes sont en contact racinaire.

### Traitement
Il n’y a pas de remède à cette maladie ; il est généralement préconisé d’abattre l’arbre malade pour qu’il en contamine moins d’autres (prophylaxie), bien qu’en général le mal soit déjà fait. La graphiose affecte toutes les espèces d’ormes américaines et européennes. L’espèce est en train d’évoluer pour s’adapter à cette menace : les ormes fructifient plus jeunes et n’atteignent plus de grandes tailles car dès qu’ils présentent des branches de 4-5 cm de diamètre, ils peuvent être contaminés par les scolytes vecteurs et être éliminés. Les branches anciennes et le tronc meurent, mais la souche reste souvent vivante quand l’arbre est situé en forêt, en position plus isolée notamment dans les futaies mélangées, ou bien dans une haie. Cela explique la survivance de l’orme dans certains bocages et haies. 

### Origine géographique
La graphiose  de l’orme est vraisemblablement d’origine asiatique : elle est apparue pour la première fois en 1919 aux Pays-Bas (d'où son nom « maladie hollandaise de l’orme ») puis s’est diffusée dans toute l’Europe. En France, son premier signalement, en Lorraine, remonte à 1920. Son introduction en Amérique du Nord (États-Unis puis Canada) en 1928 provoque de très graves dégâts sur l’Orme d'Amérique qu’elle extermine sur des surfaces considérables. Vers 1970, une nouvelle souche encore plus agressive fut introduite en Europe à la faveur d’importations de grumes.

## Impact écologique de la graphiose de l’orme

### Effets visibles
Les ormes, beaux arbres autrefois présents en masse sur les continents européen et nord américain, ont vu leurs populations fortement décliner et même être éliminées dans certaines régions. La dissémination du champignon par les scolytes n’a apparemment que des impacts négatifs, car les pertes dendrologiques en richesse végétale sur le continent sont très importantes ; la biodiversité évoluant selon des cycles, nous pouvons supposer que, si une espèce d’arbre disparaît majoritairement d’un biome, les espèces animales ou végétales qui en dépendent en partie seront affectées par « effet domino » et peut-être même finiront par disparaître dans certains secteurs où le champignon a décimé les ormes.

### Régulation naturelle
Il est possible que le déclin des biocénoses de l’orme profite à d’autres espèces animales ou végétales. En effet, des espèces animales se nourrissant de déchets ligneux ou de ce qu’ils contiennent (vers et arthropodes, comme les insectes et araignées), tels les décomposeurs à la base de toute relation trophique entre animaux et végétaux, pourront se développer davantage car de nouvelles niches écologiques seront disponibles. Par ricochet, cela pourrait causer une effervescence des populations d’insectivores. Ainsi, le déclin d’une espèce végétale peut favoriser, d’un point de vue écologique, d’autres espèces animales et même servir de facteur de régulation de ces populations. Il ne faut pour autant pas négliger la lutte contre une maladie causée par une espèce de champignon exotique qui peut être négative à court et long terme.
Des études plus poussées sont nécessaires pour mieux comprendre l’impact de ces animaux sur l’insecte porteur du champignon, car si l’insecte voit sa population diminuer, il peut, en réponse à ce stress, creuser des galeries larvaires plus grandes, pouvant accueillir un plus grand nombre d’œufs pour assurer la survie de son espèce. Ses prédateurs, n’étant pas nécessairement adaptés à forer plus profondément dans les arbres pour se nourrir, n’auraient plus accès à cette ressource et l’insecte et le champignon prendraient de l’ampleur, puisque l’un dépend de l’autre, causant de grands problèmes épidémiques qui finiraient rapidement par échapper à notre contrôle et décimer les ormes subsistants.

## Histoire
Aux Pays-Bas, dans les années 1920, Johanna Westerdijk travaille sur cette nouvelle maladie vectorielle fatale chez les ormes et collecte des fonds auprès de différentes municipalités des Pays-Bas pour sa première doctorante Marie Beatrice Schol-Schwarz.
Schwarz isole et inocule des ormes sains, concluant qu’un champignon les tue. Par la suite, Johanna Westerdijk charge une autre étudiante, Christine Buisman, de confirmer la découverte de Schwarz selon laquelle Ophiostoma novo-ulmi est la cause de la maladie. Buisman cultive également des ormes pour développer leur résistance à cette maladie, mais ceux-ci sont très sensibles à une autre maladie fongique causée par un Nectria.